# Puig Sec (Sales de Llierca)
El Puig Sec és una muntanya de 957 metres que es troba al municipi de Sales de Llierca, a la comarca catalana de la Garrotxa.